# Effektor (Biologie)
Als Effektor, oder auch allosterischen Effektor, bezeichnet man in der Enzymatik ein Regulationsmolekül, welches die Aktivität eines Enzyms und damit die Reaktionsgeschwindigkeit einer durch dieses Enzym katalysierten Reaktion verändert. Ein solcher Effektor kann die Bindungsfähigkeit des Enzyms für das Substrat oder die Substrate erhöhen oder herabsetzen. Setzt es die Bindungsfähigkeit des Enzyms herab, so spricht man von einem allosterischen Inhibitor. Wird die Bindungsfähigkeit heraufgesetzt, so spricht man von einem allosterischen Aktivator.
In der Regel tritt der durch die allosterischen Effektoren hervorgerufene Effekt dadurch auf, dass das Enzym mehrere räumliche Anordnungen (Konformationen) einnehmen kann, von denen nur eine aktiv als Enzym wirkt. Der Effektor lagert sich am Enzym an und stabilisiert es entweder in der aktiven Konformation, in der es als Enzym seine katalytische Wirkung entfaltet (dann wirkt der Effektor als Aktivator), oder in der inaktiven Form (dann wirkt der Effektor als Inhibitor).
Allosterische Effektoren spielen eine wichtige Rolle im Stoffwechsel, da sie zur Regelung der Geschwindigkeit von katalysierten Reaktionen dienen. Häufig treten hierbei Regelkreise auf. Siehe hierzu auch die Sonderfälle Substratinduktion, Endprodukthemmung, Feedback-Hemmung im Artikel Enzymhemmung.
Siehe auch: 
- Bioeffektor
- Enzymkinetik
- Enzymhemmung

## Quelle
- Neil A. Campbell et al.: Biologie. Pearson Studium, München 2006, ISBN 978-3-8273-7180-5, S. 119 f.